# 納斯堅基夫卡
49°56′52″N 35°13′56″E / 49.94778°N 35.23222°E
納斯滕基夫卡（烏克蘭語：Настеньківка）是位於烏克蘭東部的村莊，由哈爾科夫州博霍杜希夫區的克拉斯諾庫特斯克市鎮負責管轄。該村始建於1912年，面積0.15平方公里，海拔高度183米，2001年人口7，人口密度每平方公里45.5人。